# Al-Damîrî
Al-Damîrî, pseudonimo di Kamāl al-Dīn Muḥammad ibn Mūsā al-Damīrī (in arabo كمال الدين محمد بن موسى الدميري‎?; Damietta, 1344 – 1405), è stato un giurista e naturalista egiziano.
Scrisse il primo trattato che racchiudeva l'intera conoscenza del tempo sulla zoologia del mondo arabo.

## Biografia
Al-Damīrī era nativo di una delle due città chiamate Damīra, vicino a Damietta, e trascorse la sua vita in Egitto. Seguace della scuola giuridica salafita, divenne professore di tradizione alla Rukniyya de Il Cairo e alla moschea al-Azhar; in questo periodo scrisse un commento su Minhāj al-Ṭalibīn di Al-Nawawi.
Al-Damiri, studioso di diritto canonico, è noto, nella storia della letteratura, per Vita degli animali(Ḥayāt al-ḥayawān, c. 1371), che tratta dei 931 animali, in ordine alfabetico, menzionati nel Corano, delle tradizioni, poesia e proverbi arabi. L'opera è una raccolta di oltre 500 prosatori e quasi 200 poeti. La corretta ortografia dei nomi degli animali viene data con una spiegazione del loro significato. Inoltre viene indicato l'uso degli animali in medicina, il loro uso o inammissibilità come alimento, la loro posizione nel folklore, mentre vengono introdotte sezioni occasionalmente lunghe e irrilevanti sulla storia politica.
L'opera esiste in tre diverse versioni. Quella più completa è stata pubblicata numerose volte in Egitto e una sua breve recensione esiste sotto forma di manoscritto. Esistono diverse edizioni ed estratti realizzati in tempi diversi; fra queste la versione poetica di al-Suyuti, tradotta in latino da Abraham Ecchelensis (Paris, 1667). Bochartus nel suo Hierozoicon (1663) utilizzò l'opera di al-Damiri. Esiste anche una traduzione completa in inglese del tenente colonnello Jayakar (Bombay, 1906–1908).